# Мелесандр
Мелесандр (др.-греч. Μελήσανδρος) — афинский полководец V века до н. э.

## Биография
Согласно Фукидиду, в начале Архидамовой войны, зимой 430—429 годов до н. э., Афины отправили эскадру из шести кораблей под предводительством стратега Мелесандра в Ликию и Карию. Их жители ранее уплачивали форос, но затем порвали отношения с Делосским союзом. Афиняне же из-за всё более разгоравшейся межгреческой войны были кровно заинтересованы в пополнении своей казны. Также перед Мелесандром была поставлена задача дать действенный отпор лакедемонским пиратам, блокировавшим важные торговые пути.
По мнению Баранова Д. А., Мелесандр стремился, в первую очередь, подчинить город Ксанф, управляемый Керигой из рода Гарпагидов. В связи с недостаточностью собственных сил афинский командующий прибег к поддержке части местного населения. В качестве его союзника выступил Вакссепддими — правитель Тлоса, являвшегося давним конкурентом Ксанфа.
В свою очередь, на помощь ксанфийцам выступил правитель Лимиры Трббеними. Около местечка Кианеи произошло сражение, в ходе которого союзная афино-тлоская армия потерпела поражение, а Мелесандр был убит. Павсаний упоминает гробницу Мелесандра, располагавшуюся в предместьях Афин.